# Comarca d'Écija
La Comarca d'Écija és una comarca situada a la província de Sevilla, a Andalusia. Comprèn els municipis de Cañada Rosal, Écija, Fuentes de Andalucía i La Luisiana. Limita al nord-est amb la província de Còrdova, al sud amb Sierra Sur de Sevilla i a l'oest amb la Campiña de Carmona.